# Совкомфлот
ПАО «Совкомфло́т» — крупнейшая судоходная компания России, один из мировых лидеров в области морской транспортировки сжиженного газа, сырой нефти и нефтепродуктов, а также обслуживания и обеспечения морской добычи углеводородов.
Полное название — Публичное акционерное общество «Современный коммерческий флот», сокращенное — ПАО «Совкомфлот» («Совкомфлот»). Штаб-квартира — в Санкт-Петербурге.
Акционерное коммерческое предприятие «Советский коммерческий флот» (АКП «Совкомфлот») было создано на основании приказа Министерства морского флота СССР от 3 июня 1988 года. В дальнейшем на основании распоряжения Правительства Российской Федерации от 26.06.1995 № 863-р. оно было преобразовано в акционерное общество открытого типа «Современный коммерческий флот» (АО «Совкомфлот»). До проведения IPO 7 октября 2020 года 100 % акций АО «Совкомфлот» находилось в собственности Российской Федерации.
Из-за вторжения России на Украину, компания находится под санкциями стран Евросоюза, США и ряда других государств

## История
История Совкомфлота начинается с письма министра морского флота СССР Т. Б. Гуженко председателю совета министров СССР А. Н. Косыгину от 23 марта 1973 года с просьбой разрешить министерству самостоятельно приобретать новые и подержанные суда за рубежом по схеме долгосрочного лизинга, или бербоут-чартера. Разрешение было дано и в последующие 15 лет по договору фрахтования судна без экипажа было зафрахтовано свыше 100 судов, первыми из которых стали два сухогруза дедвейтом 40 000 тонн — «Совфрахт» и «Совинфлот». Опыт, накопленный в ходе эксплуатации бербоутных судов и проведение выгодных для СССР коммерческих операций привел к организации в 1976 году при Министерстве морского флота СССР Валютного оборотного фонда коммерческих операций. В дальнейшем, в 1988 году, на его основе было организовано акционерное коммерческое предприятие «Советский коммерческий флот» (АКП «Совкомфлот»), что было уникальным явлением для централизованной советской экономики. АКП «Совкомфлот» был учрежден постановлением Совета Министров СССР и наделен правом работы на зарубежных рынках. Учредителями «Совкомфлота» выступили Министерство морского флота СССР и ведущие судоходные предприятия страны. К 1990 году общий дедвейт флота этой компании составил 1,8 млн тонн.
После распада СССР АКП «Совкомфлот» был преобразован в 1995 году в акционерную компанию открытого типа ОАО «Совкомфлот», 100 % акций которой перешли в федеральную собственность.

Старый логотип Совкомфлот

20 июня 2007 года президент России Владимир Путин подписал указ "Об открытом акционерном обществе «Современный коммерческий флот». На базе ОАО «Современный коммерческий флот» («Совкомфлот») и ОАО «Новороссийское морское пароходство» («Новошип») создавался транспортный холдинг в целях консолидации государственных активов в области морских грузоперевозок. 50,34%-ный пакет акций «Новороссийского морского пароходства» (Краснодарский край), принадлежавший государству, был внесен в качестве вклада Российской Федерации в уставный капитал открытого акционерного общества «Современный коммерческий флот» (г. Санкт-Петербург). При этом «Новошип» сохранил юридическую самостоятельность и продолжил уплачивать налоги в бюджет Краснодарского края. Ожидалось, что это объединение позволит создать транспортный холдинг, способный войти в первую пятёрку крупнейших танкерных перевозчиков мира.
Вместе с банком ВТБ, Махачкалинским и Новороссийским морскими торговыми портами «Совкомфлот» был включён в план приватизации на 2020—2022 годы. За продажу акций этих компаний планировалось получить 3,6 млрд рублей ежегодно.

### Получение новых судов
На 31 декабря 2009 года флот ГК Совкомфлот насчитывал 144 судна суммарным дедвейтом свыше 10 млн тонн. На начало 2013 года «Совкомфлот» эксплуатирует 158 судов общим дедвейтом 12,3 млн т. В портфеле заказов компании ещё 11 судов дедвейтом 1,3 млн т. Согласно информации ГК Совкомфлот, средний возраст эсплуатируемого танкерного флота — 8 лет (при среднемировом показателе — 12 лет). В ГК Совкомфлот работало 5682 моряков и 2213 человек берегового персонала.

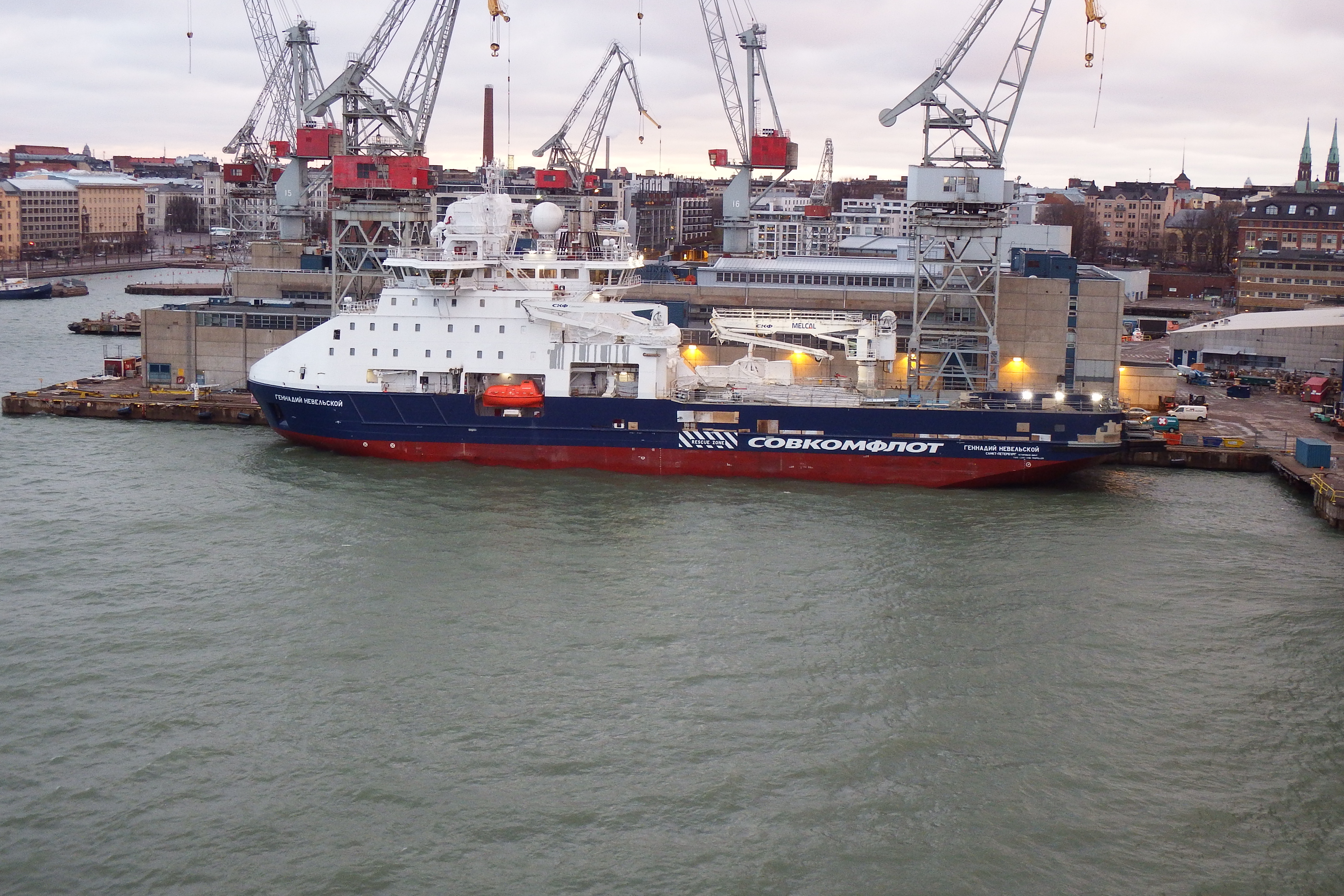
Построенное для «Совкомфлота» судно «Геннадий Невельской» на верфи в Хельсинки, декабрь 2016 года

В июле 2010 года ГК Совкомфлот получил танкер типа «Aframax» «Олимпийский проспект». Танкер «Олимпийский проспект» дедвейтом 114,1 тыс. тонн имеет ледовый класс 1В (по международной классификации), предназначен для перевозки сырой нефти; длина судна — 250 м, ширина — 44 м, максимальная осадка — 15 м. Судно было спроектировано для работы в Балтийском регионе России, в том числе для транспортировки углеводородов из портов Приморск и Усть-Луга, полностью удовлетворяет всем национальным и международным требованиям по безопасности Классификационного общества DNV.
В январе 2013 года в строй вступили два новых судна СКФ: танкер типа «Aframax» «Анатолий Колодкин» и балкер «НС Якутия». «Анатолий Колодкин» — это третье судно, построенное в рамках соглашения между ОАО «Совкомфлот» и верфью «Звезда-DSME», совместным предприятием Объединённой судостроительной корпорации (Россия) и «Daewoo Shipbuilding & MarineEngineering» (Республика Корея). Балкер типа «Panamax» «НС Якутия» ледового класса 1B входит в серию, заказанную группой СКФ летом 2010 года, причем, первое судно серии «НС Энерджи» пополнило флот ГК Совкомфлот 19 ноября 2012 года.
В марте 2017 года вступил в строй СПГ-танкер класса Yamalmax «Кристоф де Маржери».
По оценкам Bloomberg, к началу 2023 года у Совкомфлота имелось лишь 10 танкеров — «Суэцмаксов» и 32 «Афрамакса», что составляло меньше четверти от необходимого резерва для перевозки всей нефти из западных портов России.

## Структура компании
«Совкомфлот» входит в транспортный холдинг — «Группа компаний Совкомфлот (СКФ)», сокращенно — ГК Совкомфлот, специализирующийся на морской транспортировке энергоносителей. ГК Совкомфлот является одним из крупнейших морских перевозчиков в России и имеет представительства, дочерние предприятия и крюинговые офисы в Москвe, Санкт-Петербурге, Новороссийске, Владивостоке, Одессе, Мадриде, Лондоне, Лимассоле, Сингапуре и Дубае. В настоящее время в холдинг СКФ входят компании: ПАО «Совкомфлот», ПАО «Новошип», «Юником», «Марпетрол», и др.
Основными организациями в «Группе компаний Совкомфлот (СКФ)» являются:
- ПАО «Совкомфлот» (публичное акционерное общество «Современный коммерческий флот»), Санкт-Петербург. Управление компаниями, входящими в группу Совкомфлот, развитие долгосрочных индустриальных проектов в области морской транспортировки энергоносителей, логистики
- ОАО «Новошип» (открытое акционерное общество «Новороссийское морское пароходство»), Новороссийск. Техническое управление танкерным и сухогрузным флотом, подготовка и комплектование экипажей судов
- «Юником Менеджмент Сервисиз (Кипр) Лимитед», Лимассол. Техническое управление танкерным и сухогрузным флотом, подготовка и комплектование экипажей судов
- «Совкомфлот (ЮК) Лтд.», Лондон. Коммерческое управление флотом группы компаний Совкомфлот, фрахтование судов
- ЗАО «Роснефтефлот», Москва. Техническое и коммерческое управление буксирным флотом, оказание портовых услуг, в том числе управление нефтяными терминалами, предоставление агентских и лоцманских услуг
- ООО «Совкомфлот Варандей», Санкт-Петербург. Оперирование флотом арктических челночных танкеров в рамках долгосрочного проекта по транспортировке нефти с терминала «Варандей»
- «В. В. Марпетрол, С.A.», Мадрид. Оперирование флотом танкеров-химовозов и танкеров-асфальтовозов
- «СКФ Свайэр Оффшор Пти. Лимитед», Сингапур. Технический менеджмент и оперирование судами снабжения
- «Совкомфлот (Кипр) Лимитед», Лимассол. Финансовый учёт и подготовка консолидированной отчетности по МСФО, исполнение функций платежного центра группы компаний Совкомфлот

## Собственники и руководство
82,8 % акций компании принадлежат государству, а 17,2 % частным инвесторам. Компания провела публичное размещение акций 7 октября 2020 года.
Председатель совета директоров — Сергей Франк, генеральный директор — Игорь Тонковидов.

## Деятельность
«Группа компаний Совкомфлот (СКФ)» представляет собой корпорацию полного цикла — от судовладения до осуществления коммерческого и технического менеджмента, и предоставляет клиентам услуги по транспортировке энергоресурсов, в том числе:
- оперирование танкерным флотом в сегментах «Suezmax» (дедвейт 120—200 тыс. тонн) и «Aframax» (дедвейт 80-120 тыс. тонн);
- оперирование флотом танкеров-продуктовозов (дедвейт 17-47 тыс. тонн) и танкеров-химовозов (дедвейт 5-20 тыс. тонн);
- перевозка сжиженного природного и нефтяного газа;
- оперирование судами высокого ледового класса;
- логистическое обеспечение разработки шельфовых месторождений (челночные перевозки нефти в ледовых условиях, услуги по эксплуатации плавучих нефтехранилищ), услуги судов-снабженцев, ликвидация аварийных разливов нефти и нефтепродуктов;
- оказание портовых услуг, включая управление нефтяными терминалами и оперирование буксирами;
- технический менеджмент собственных судов и судов сторонних организаций.

Стратегическими направлениями деятельности ГК Совкомфлот являются:
- участие в индустриальных проектах транспортировки сжиженного природного (СПГ) и нефтяного газа (СНГ);
- специализация на судах ледового класса, способных работать на Балтике и в районах крайнего Севера, включая челночные перевозки в Арктике.

Выручка компании по МСФО в 2008 году составила $1,63 млрд, чистая прибыль — $406,2 млн.
По итогам 2018 года «Совкомфлот» получил $11,9 млн чистой прибыли по МСФО против убытка в $106,2 млн в 2017 году. Чистый убыток компании по МСФО снизился в 2,5 раза и составил $45,6 млн.
Выручка «Совкомфлота» за 9 месяцев 2023 года составила $1,758 млрд. Чистая прибыль — $702 млн. Показатель EBITDA вырос на 68 % ($1,242 млрд), рентабельность по EBITDA — 79 %.
В 2024 году показатели компании ухудшились: прибыль за первые три квартала составила всего 43,3 млрд рублей – на треть ниже, чем за тот же период годом раньше. Основной причиной называют ужесточение санкций. От выплаты дивидендов «Совкомфлот» тем не менее отказываться не планировал. В 2025 году компания стала убыточной, понеся в первом квартале ущерб в $393 млн (против прибыли $216 млн годом ранее).
ГК Совкомфлот ведет благотворительную и спонсорскую деятельность в России и за рубежом. Среди проектов: поддержка водных видов спорта, пропагандирующие морскую профессию; поддержка системы детского и юношеского парусного спорта в России, включая учебное парусное судно «Мир», на котором проходят практику курсанты Государственной морской академии им. адмирала Макарова; спонсорство международных соревнований по плаванию «Кубок Владимира Сальникова» в Санкт Петербурге, помощь в проведении реставрационных работ в Спасо-Преображенском Валаамском монастыре на о. Валаам; поддержка созданного в Мурманске музея первого в мире атомного ледокола «Ленин»; участие в проекте реставрации крейсера-музея «Белфаст» в Лондоне, и др.

## Санкции
24 февраля 2022 года, на фоне вторжения России на Украину, компания попала под санкции Канады «за роль в содействии или поддержке неспровоцированного и неоправданного вторжения России в Украину».
Также, 24 февраля, компания попала под секторальные санкции США в целях «ограничить возможности России по финансированию вторжения в Украину и других приоритетов президента Путина». В отношении компании вводятся ограничения на предоставление финансирования и другие операции с новыми долговыми обязательствами со сроком погашения более 14 дней и новыми акциями для американских граждан и компаний.
15 марта 2022 года, судоходная компания была внесена в санкционные списки стран Евросоюза, компании запретили входить в европейские порты Евросоюза, а также привлекать западный капитал.
23 февраля 2024 года Совкомфлот включён в блокирующий санкционный список США. Также под санкции, как связанные с Совкомфлотом, попали 14 танкеров компании.
По аналогичным основаниям «Совкомфлот» находится в санкционных списках Великобритании, Швейцарии, Австралии, Украины и Новой Зеландии.
После введения санкций «Совкомфлот» передал десятки судов в собственность созданной им компании Sun Ship Management, зарегистрированной в ОАЭ в целях обхода санкций. Компания Sun Ship Management была включена в санкционные списки Евросоюза, Великобритании и других стран из-за обхода санкций.
24 июня 2024 года компания включена в санкции Евросоюза:

С момента начала агрессивной войны России против Украины «Совкомфлот» является одной из ключевых компаний осуществляющих морские перевозки российской нефти. «Совкомфлот» является российской государственной компанией и поэтому конечным получателем его услуг является Россия. Эти услуги являются существенным источником дохода для Правительства РФ, на долю которого приходится более 70 % доходов РФ от продажи энергоносителей, что позволяет Кремлю финансировать агрессивную войну против Украины.— «Официальный журнал Европейского союза», Брюссель, 24 июня 2024 года

## Рейтинги
Мировой рынок спроса и предложения на услуги по транспортировке энергоносителей морскими путями нестабилен и изменчив, что не может не отражаться на показателях отдельных компаний. Журнал «Tanker Shipping Review» в 2011 году в рейтинге 30 наиболее крупных танкерных компаний мира поместил Совкомфлот на шестое место с пометкой, что компания занимает первое место по перевозкам в северных широтах. Согласно ежегодному рейтингу 10-ти ведущих компаний в мире занимающихся танкерными перевозками немецкого Института торгового судоходства и логистики (Institut für Seeverkehrswirtschaft und Logistik — ISL), на 1 января 2012 года Совкомфлот занял второе место после японской компании Mitsui O.S.K. Lines (рейтинг составлен на основе Clarkson Research Services Tanker Register). Английский Ллойд-Лист (Lloyd’s List) в ноябре 2012 года объявил, что Совкомфлот занял первое место по дедвейту флота среди крупнейших танкерных перевозчиков.

### Кредитные рейтинги
В 2022 году рейтинговое агентство «Эксперт РА» присвоило рейтинг кредитоспособности нефинансовой компании ПАО «Совкомфлот» на уровне ruAAA, по рейтингу установлен стабильный прогноз. В 2023 и 2024 годах рейтинг был подтверждён.